# Zijveling
Een zijveling is een dwarsdijkje met sloot dat is aangelegd om bewoners van de lager gelegen delen van het rivierengebied te beschermen tegen het water.
Zijvelingen zijn meestal ongeveer een meter hoger dan het omliggende gebied, maar dat was doorgaans voldoende om de dorpsgebieden droog te houden en het water uit de rivierkommen om te leiden. We vinden zijvelingen onder meer in het Nationaal Landschap Rivierengebied.
Zijvelingen zijn aangelegd op het moment dat bewoningskernen zodanig groeiden dat er ook bebouwd moest worden buiten de (natuurlijke) hoger gelegen gebieden zoals stroomruggen, oeverwallen en donken. Men ging over tot de aanleg van dijken haaks op de rivieren (dwarsdijken). Dit lijkt misschien vreemd, maar de dreiging was vaak niet afkomstig van de rivieren zelf, maar van het water tussen de rivieren. In de lager gelegen rivierkommen hoopte het regen-, kwel- en overstromingswater zich namelijk op, met als gevolg dat dit water in beweging kwam en bewoonde gebieden bedreigde. 
Een zijveling bestond uit een stukje opgeworpen grond - de dwarsdijk - met een naastgelegen sloot waaruit de grond voor de dijk was gehaald. Het dijkje met de sloot werd wel aangeduid met de term Zijp. Volgens het Nederlandse woordenboek betekent zijpen sijpelen. In de Betuwe (vooral in de omgeving van Tiel) verbasterde de term tot Zijving en vervolgens tot Zijveling. Soms gebruikt men het woord zeiveling. De naam Zijveling vinden we hier en daar nog terug in deze streek, bijvoorbeeld als straatnaam.